# Forbes (tijdschrift)
Forbes is een zakentijdschrift uit de Verenigde Staten. Het tijdschrift is vooral bekend van de lijsten van bedrijven, ondernemers en rijke mensen die het ieder jaar samenstelt.

## Geschiedenis

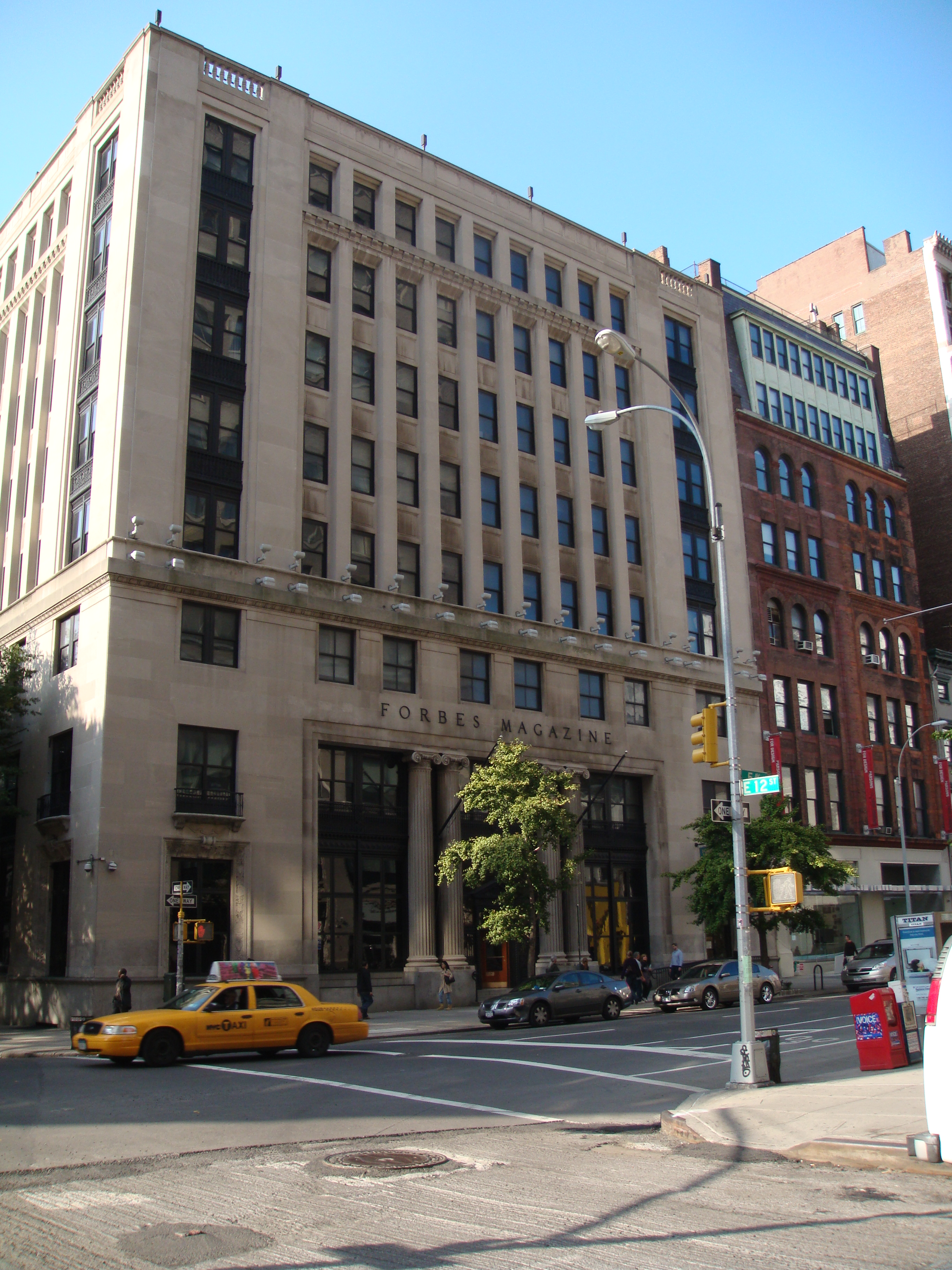
Forbes-hoofdkantoor van 1962 tot 2014

Forbes werd in 1917 opgericht door B.C. Forbes en Walter Drey. Forbes bleef hoofdredacteur tot zijn overlijden in 1954, waarna zijn zoon Bruce het overnam. Die overleed in 1964, waarop zijn broer Malcolm Forbes aan het roer kwam. Diens zoon Steve kreeg de leiding na het overlijden van zijn vader in 1990.
In 2010 verkocht Forbes zijn hoofdkantoor in Manhattan aan de Universiteit van New York. Dit naar verluidt vanwege de sterk dalende reclame-inkomsten van het tijdschrift. In 2014 verhuisde het bedrijf effectief naar een nieuwe locatie in Jersey City.
In 2013 werd 95 procent van het bedrijf overgenomen door investeringsgroep Integrated Whale Media uit Hongkong voor zo'n 475 miljoen dollar. De familie Forbes behield een aandeel van 5 procent. In 2021 maakte Forbes bekend in zee te gaan met een beursgenoteerd acquisitiebedrijf om zo een notering aan de Beurs van New York te kunnen krijgen. Cryptobeurs Binance investeerde hierop 200 miljoen dollar in het bedrijf. In 2022 annuleerde Forbes deze fusie toen het interessanter was geworden om zelf privaat geld op te halen.

## Prominente lijsten
| Lijst                                       | Start | Omschrijving | Toppositie                                     |
| ------------------------------------------- | ----- | --- | ---------------------------------------------- |
| Forbes Global 2000                          | 2003  | de 2000 grootste beursgenoteerde bedrijven ter wereld op basis van omzet, winst, activa en beurswaarde                                        | 2024: JPMorgan Chase                           |
| Forbes' lijst van beste werkgevers          | 2017  | de 800 'beste' bedrijven wereldwijd op basis van impact, imago, kansen, gendergelijkheid en sociale verantwoordelijkheid                      | 2024: Microsoft                                |
| Forbes' lijst van waardevolste merken       | 2010  | de 100 waardevolste merknamen op de Amerikaanse markt op basis van omzet, winst en kapitaal                                                   | 2020: Apple (gewaardeerd op US$ 241,2 miljard) |
| Forbes-lijst van machtigste mensen          | 2009  | de meest invloedrijke mensen in de wereld, met één persoon per 100 miljoen mensen                                                             | 2018: Xi Jinping                               |
| Forbes-lijst van machtigste vrouwen         | 2004  | de 100 meest invloedrijke vrouwen in de wereld                                                                                                | 2023: Ursula von der Leyen                     |
| Forbes miljardairslijst                     | 1987  | wereldwijde lijst van mensen met een vermogen van minstens een miljard Amerikaanse dollar                                                     | 2023: Bernard Arnault (US$ 211 miljard)        |
| Forbes 400                                  | 1982  | de 400 meest vermogende Amerikanen | 2024: Elon Musk (US$ 244 miljard)              |
| Forbes 30 Under 30                          | 2011  | een verzameling van lijsten van dertig personen van minder dan dertig jaar oud per sector en werelddeel die geacht worden het te zullen maken | n.v.t.                                         |
| Forbes' lijst van bestbetaalde beroemdheden | 1999  | de 100 beroemdheden wereldwijd met het hoogste inkomen in het gegeven jaar                                                                    | 2020: Kylie Jenner (verdiende US$ 590 miljoen) |

Forbes publiceert ook incidentele lijstjes, zoals in 2010 van de meest bezochte toeristische attracties in de Verenigde Staten. Op nummer één stond Times Square.